# Surinaamse Vereniging van Veteranen en Ex-militairen
De Surinaamse Vereniging van Veteranen en Ex-militairen (SVEM), ook wel groep 86-1992, is een onafhankelijke Surinaamse belangenorganisatie voor oud-militairen.

## Geschiedenis
In 2004 kwam een groep oud-militairen voor het eerst bij elkaar, met de wens om grieven kenbaar te kunnen maken. De oprichting van de SVEM vond uiteindelijk op 10 mei 2007 plaats. In dit jaar meldden 1800 leden zich aan, van wie er 1400 overbleven na een screening. Circa 450 leden ontvangen resocialisatiezorg van de Stichting Nazorg.

## Belangen
De vereniging heeft in haar bestaan onder meer een overbruggingstoelage kunnen regelen van 100 SRD van het ministerie van Sociale Zaken en Volkshuisvesting en hetzelfde bedrag van het ministerie van Defensie. Verder hebben 18 oud-militairen een baan bij het ministerie gekregen, 34 een als marktbeveiliger en kregen 51 een opleiding tot jachtopziener. In 2008 overhandigde de vereniging een Oorlogsgewondenrapport aan het ministerie van Defensie.

## Bestuur
Het bestuur bestaat in 2016 uit:
- Stanley Fernand, voorzitter
- John Ramsaran, ondervoorzitter
- Waldo Jameson, secretaris-generaal
- Brain Ho A Sjoe, secretaris (Nickerie)
- Loyd Burleson, eerste penningmeester
- Eduard Rijkland, tweede penningmeester
- Anandkoemar Ramsaran, derde penningmeester (Nickerie)